# 氷見祇園祭
氷見祇園祭（ひみぎおんまつり）は江戸時代中期より続く富山県氷見市の市街地で毎年7月13・14・15日の3日間に渡り行われる御座町の日吉神社と中町の日宮神社に合祀している八坂神社（祇園社）の夏季例大祭である。「氷見の祇園祭礼（曳山・太鼓台）」として紹介されることもある。2006年（平成18年）に「とやまの文化財百選（とやまの祭り百選部門）」に選定されている。

## 概要
氷見の中心部を流れる湊川を挟み、日吉神社を崇敬する南10町と、日宮神社を崇敬する北6町の町が古くは旧暦の6月13日から15日に神輿の渡御に供奉し、南10町が曳山を北6町がたてもんをそれぞれ曳き回していた。現在祭礼には13日と14日に神輿と供に南10町の内5町が曳山を、また南10町と1948年（昭和23年）より加わった中伊勢町を合わせた計11町（南11町）と北6町が、地元で「タイコンダイ」と呼ばれ親しまれる太鼓台の曳き回しと、ぶつかり合いを行う。
氷見祇園祭の起源については貞享年間（1684年～1687年）から正徳の頃（1711年～1715年）に掛けて3つの説の伝承があるが、いずれも氷見で疫病が流行しそれを治めるため、疫病封じの神である祇園神（牛頭天王）を勧請し祀り、悪疫退散を願った事が共通しており始まりとされる。
曳山の創始についてはよくわかっていないが、1829年（文政12年）には南10町の曳山が揃って神輿の渡御に供奉していたと、現存する氷見の町役人田中屋権右衛門が記した日記「應響雑記（おうきょうざっき）」や氷見博物館によって史料整理された「上日寺（じょうにちじ）所蔵文書」に残されている。また御座町の曳山の本座（主座）人形の布袋の胴体が1799年（寛政11年）6月上旬に制作されている旨が胴体保管箱の蓋裏に墨書きされている。さらには1679年（延宝7年）に上日寺境内にあった日吉三王社の3月の祭礼に南北の両町が本座をそれぞれ夷子（恵比須）と大黒とする2基の曳山を制作し神輿の渡御に供奉し南北両町を曳き回すようになったとの古文書が残っている。この2体の人形は上日寺で毎年4月17・18日に行われるごんごん祭りでお供えされている物と伝えられる。
たてもんは北6町が1803年（享和3年）頃に南10町に対抗して、竹枠と和紙で出来た大きなたてもん人形を造り曳き回し始め北6町を曳き回したとされ、曳山とたてもんが一緒に曳き回されるようになったのは江戸時代後半からである。しかし大正初期にはたてもんは曳かれなくなり廃絶してしまった。曳山は1938年（昭和13年）9月に起きた氷見大火での焼失や、曳山の老朽化により曳かなくなった町があり、現在は5基となっている。
2022年（令和4年）10月には、日吉神社南十町奉賛会と日宮神社北6町氏子総代会が、北日本新聞文化賞 地域社会賞を受賞した。

## 太鼓台
地元でタイコンダイと呼ばれ親しまれる南11町と北6町の太鼓台は、前方に鳥居、その下に太鼓を乗せ、鳥居の上には「御神燈」「祇園大祭」などと筆書きされた長方形の立方体の行燈を立てた小さな4輪の地山の中心に、提灯を飾った松の木を立て、神輿や獅子舞に供奉する氷見独特の物である。若衆が左右に大きく揺さ振ったり、14日夜には太鼓台どうしをぶつけ合う「ぶつけ合い」が行われる。

### 太鼓台を曳き出す17町
南11町
（巡航順） 南下町（みなみしもちょう）－南上町（みなみかみちょう）－南中町（みなみなかちょう）－川原町（かわらまち）－仕切町（しきりまち）－地蔵町（じぞうまち）－高砂町（たかさごまち）－ 神輿 －御座町（ござまち）－下伊勢町（しもいせまち）－上伊勢町（かみいせまち）－中伊勢町（なかいせまち）
北6町
湊町、本川町、中町、浜町、今町、北新町

## 曳山（南10町）
もともと10基あった曳山は1882年（明治15年）5月15日に起きた大火と、1938年（昭和13年）9月6日に起きた大火で多くの曳山が焼失、類焼し大きなダメージを受けた。明治の大火では焼失したすべての町が新たに曳山を建造し再興したが、昭和の大火では5町の曳山が焼失、南中町が1976年（昭和51年）に38年の時を経て曳山を新調し再興を果たすが、残りの4町は類焼をまぬがれた本座（主座）人形や前立・脇立人形などを、修復または新調する町はあるものの曳山そのものを再興することは出来ず、現在大火による焼失はのがれたが、老朽化により破損が酷く曳き回すことができなくなった下伊勢町と合わせ、5基が廃絶し5基が曳き回されている。
その現存する5基の曳山は高岡御車山と同じように地車に鉾柱（心柱）を立て花傘を付けた花鉾山車で、上山と下山の二層構造の曳山は上山中央の鉾柱の周りに色とりどりの花を付けた割竹を放射状に広げた花傘の鉾山だが、南中町と御座町は現在花笠を取り外し付けていない。鉾柱（心柱）の先端には標識（だし）といわれる鉾留が付いており、本座（主座）といわれる御神体を供えている。また前立人形または脇立人形といわれる人形が供えられている。下山には各町意匠を凝らした刺繍が施された赤い掛幕（胴幕）が張られている。車輪は4輪の大八車（外車）様式で、輻車（やぐるま[スポーク式]）または板車である。13日の夜には御座町、南上町、南中町のみが上山上部を取り囲むように6から7段の提灯を付けた提灯山となり曳き回される。江戸時代には13日の夜に神輿に供奉し、昭和の大火以前は14日の夜に10基揃って提灯山として曳き回されていた。なお曳山囃子には、笛、三味線、太鼓を用いるが、担い手の減少から2015年（平成27年）現在、御座町だけが執り行っている。

### 曳山が現存する5町

#### 御座町
明治・昭和の大火を逃れた曳山で、もっとも創建が古いとされる。
- 鉾留（だし）: 梅鉢付き梅枝
- 本座（主座）: 布袋
- 脇立・前立人形: 笛吹唐子童子と太鼓打ち唐子童子（前立人形）
  - 1975年（昭和50年）と1984年（昭和59年）に大規模な曳山改修が行なわれ、1984年（昭和59年）の改修では高欄が一重から二重に変更された。
  - 元は花笠が掛けられていたが1982年（昭和57年）、1983年（昭和58年）頃より花笠は掛けられていない。
  - 現在唯一曳山囃子を生演奏で行っている町で、2015年（平成27年）の祭礼より伝統継承のため子供達たちも参加することとなり練習を重ね、囃し方として巡行に参加した[3][4]。

御座町曳山館
2013年（平成25年）3月31日に新しい収納庫（山倉）が完成した。「御座町曳山館」と銘々された収納庫（山倉）は、同年4月14日に新築慶賀祭を行い、4月20日より土曜・日曜・祝日の午前10時から午後4時まで開館し当町の曳山を一般公開している。これまでの収納庫が築100年以上がたち老朽化したため新たに建て替えられた。

#### 南上町
1882年（明治15年）5月の大火で焼失したが、1903年（明治36年）11月に曳山を新調し再興した。新調にあたっては何年間かの月日を掛けて建造されている。
- 鉾留（だし）: 胡蝶（こちょう）
- 本座（主座）: 堯帝
- 前立・脇立人形: 操り人形の石橋（しゃっきょう）唐子童子（前立人形）

#### 南中町
1938年（昭和13年）9月の大火で脇立人形や胴幕などを除き焼失したが、1976年（昭和51年）38年の時を経て高さ約7mの曳山を新調し再興した。なお1831年（天保2年）2月に起きた大火でも全焼しているが、その後曳山を新調し再興している。
- 鉾留（だし）: 千成瓢箪
- 本座（主座）: 孔子
- 脇立・前立人形: 曾子と顔子（脇立人形）、両手に獅子頭を持つ唐子童子（前立人形）
  - 昭和の曳山再興にあたっては放生津の荒屋町の曳山を見本として建造された。
  - 焼失した曳山には花笠が掛けられていたが現在の曳山には花笠はない。
  - 2012年（平成24年）から2015年（平成27年）の4年の間、祭礼巡行されなかった[7]。

#### 上伊勢町
1882年（明治15年）5月の大火で焼失したが、1900年（明治33年）に曳山を新調し再興した。
- 鉾留（だし）: 千枚分銅と宝珠
- 本座（主座）: 大黒
- 脇立・前立人形: 神楽鈴を持つ稚児（前立人形）
  - 現在の鉾留は1989年（平成元年）の祭礼からで、以前は千枚分銅に木の中をくり抜いた打出の小槌であった。
  - 13日の提灯山には参加せず14日のみ花鉾山車にて曳き廻される。

#### 地蔵町
明治・昭和の大火を逃れた曳山で、上山は大改修が行なわれていないため江戸時代の曳山の面影を最も残している。
- 鉾留（だし）: なし
- 本座（主座）: 福禄寿
- 脇立・前立人形: 太鼓打ちの猿（前立人形）
  - 現在鉾留は取り付けられていないが以前は諫鼓（かんこ）の鶏であった。
  - 前立人形の猿には本物の猿の毛皮を使用している。
  - 13日の提灯山には参加せず14日のみ花鉾山車にて曳き廻される。

### 曳山が廃絶した5町

#### 南下町
白木造りの曳山だったが、1938年（昭和13年）9月の大火で全焼した。なお1831年（天保2年）2月に起きた大火でも全焼しているが、1836年（天保7年）に曳山を新調し再興している。
- 鉾留（だし）: 諫鼓（かんこ）の鶏
- 本座（主座）: 恵比須（夷子）
- 脇立・前立人形: 太鼓打ち唐子童子、または懸垂回転（でんぐり舞い）唐子人形
  - 昭和の大火以前にはすでに花笠だけで鉾留の諫鼓の鶏は取り付けられていなかった。
  - 前立人形は　昭和の大火以前は太鼓打ちの唐子童子、明治の大火以前は懸垂回転の唐子人形ではないかといわれている。

#### 下伊勢町
1938年（昭和13年）9月の大火は逃れたが、その後曳山老朽化による破損が酷いため曳航を中止。
- 鉾留（だし）:　笹竜胆（ささりんどう）
- 本座（主座）:　源頼朝
- 脇立・前立人形:　梶原平三影時・御所五郎丸（脇立人形）
- 見送板（後壁）:　瓢箪から駒
  - 明治末から大正期にかけて鉾留の下部には花笠ではなく朱塗りの唐傘が付けられた他町よりも背の高い山だった。唐傘は渋紙で出来ており傘の回りには水引幕が張られていた。その後花山に改められた。
  - 現在伊勢玉神社に本座、2体の脇立人形、衣装などが保管されている。また見送板や高欄の一部、鉾留の一部、笹竜胆が刺繍された胴幕、車輪などが保管されている。

#### 川原町
二重高欄が朱塗りで細かな彫刻と金彩をまとった曳山だったが、1938年（昭和13年）9月の大火で前立人形の頭部以外は焼失した。
- 鉾留（だし）: 菊花に五七の桐
- 本座（主座）: 関羽
- 脇立・前立人形: 懸垂回転（でんぐり舞い）唐子人形（前立人形）
  - 本座の関羽は1882年（明治15年）5月の大火で焼失し、それ以降前立人形のみが乗せられていた。
  - 焼失を免れた前立人形の頭部を1969年（昭和44年）に修復、胴体や衣装などを新調復元し祭礼当日公民館に飾っている。

#### 仕切町
二重高欄が朱塗りで細かな彫刻と金彩をまとった曳山だったが、1882年（明治15年）5月の大火では鉾留と本座を、1938年（昭和13年）9月の大火では前立人形の頭部と衣装を残しほぼ焼失した。
- 鉾留（だし）: 錫杖（しゃくじょう）
- 本座（主座）: 寿老人
- 脇立・前立人形: 紅白の布を巻いた棒を両手に持つ操り人形、または笛吹唐子童子（前立人形）
  - 明治の大火で鉾留と本座を焼失した以降、鉾留の錫杖の代わりに下方にシャグマ（毛飾り）を付けた鋳物でできた傘型を飾っていた。なお本座は昭和の大火当時は存在していない。
  - 前立人形は　昭和の大火以前は紅白の布を巻いた棒を両手に持つ操り人形、明治の大火で笛吹唐子童子が焼失したと思われる。1986年（昭和61年）には、昭和の大火で焼失を免れた前立人形の頭部に、新たに胴体部を制作し復元された「獅子頭と御幣を持つ唐子童子」を祭礼当日公民館に飾っている。

#### 高町（現 高砂町）
1938年（昭和13年）9月の大火で本座の頭部・両手など一部を残し焼失した。
- 鉾留（だし）: 梅花
- 本座（主座）: 菅原道真
- 脇立・前立人形: なし
  - 1882年（明治15年）5月の大火でも曳山を焼失している。それ以前の曳山は2輪で鉾留は諫鼓の鶏だった。その後日清戦争または日露戦争かは定かではないが、その頃に曳山を新調し再興された。しかし鉾留めは昭和の大火当時にはすでになく明治の大火で焼失以降新たに作られることはなく花笠のみだった。
  - 現在本座の菅原道真の人形は類焼を逃れた頭部や両手を用い、1980年（昭和55年）から1981年（昭和56年）に掛けて修復復元され祭礼当日町内の民家に飾っている。

## たてもん（北6町）
現在は廃絶したが湊町、本川町、中町、浜町、今町、北新町の北6町では車輪付の台座（地山）に心棒を立てそこに竹を編んだ枠をつくり和紙を貼った後彩色した人形を曳き回していた。1803年（享和3年）頃に南10町に対抗して造り曳き始めたもので、題材は歴史上・伝説上の人物、物語の主人公など毎回変更されたようだが毎年必ず出されたわけではない。大きさは台座を含め低いもので12m～15m、高いものは17m～18mもの高さがあった。明治中期までは南10町の曳山と北6町のたてもんが曳き回されていた。しかしこの頃より町には電線が張り巡らされるようになり曳山は鉾柱（心柱）を切り下げるなどして対応できたが、たてもんは対応ができず明治後期にはたてもんを出す町が減っていった。その後1915年（大正4年）大正天皇の即位の大礼を祝い湊町、中町、北新町、今町の4町が高さ約9.1mと全盛期に比べ背の低いたてもんを曳き回したのを最後に出されなくなった。

## 祭礼日程
7月1日（1日寄り合い）
毎年7月1日に「1日（ついたち）寄り合い」といわれる祭礼の世話方の会が開かれ詳細が決定し、それ以降各町が準備に取り掛かる。
7月13日（祭礼1日目）
午後7時より本祭にあたり、日吉神社にて神職による修祓（しゅうばつ）神事が行なわれ祭礼が始まる。午後7時40分頃御霊代を神社本殿から神輿に移し、町内を神輿に供奉し南11町の太鼓台と氷見の曳山の発祥の町といわれ、神社がある御座町の提灯山が御座町町内のみを奉曳する。また南上町、南中町2基の提灯山が自町内を曳き回す。13日に曳かれるのは3町の曳山だけである。
7月14日（祭礼2日目）
正午より日吉神社にて祭典を執り行い、その後神輿に供奉し南11町の太鼓台が氏子町内を夜更けまで回る。各町の花鉾山車は、地蔵町は午前8時頃より、その他の町は昼食後よりそれぞれ氏子町内を曳き回す。午後3時頃には3、4町が揃って曳かれる光景が見られる。曳山の曳き回しは夕暮れまで行なわれる。
7月15日（祭礼3日目）
午後5時より日吉神社拝殿で例大祭とそれに続き、その年の当番町である輪番制の「年行司」の次年度への引渡しを行う年行司受渡し式を執り行い祭礼が終了する。